# Kristy Black
Kristy Black (Brno, República Checa; 1 de noviembre de 1993) es una actriz pornográfica y modelo erótica checa.

## Biografía
Kristy Black, nombre artístico, nació en la ciudad de Brno, en la región histórica checa de Moravia, en noviembre de 1993. Cursó estudios universitarios en la Universidad Masaryk, antes de dedicarse al modelaje de glamour profesional y, más tarde, al modelaje erótico. Debutó como actriz pornográfica, tras un tiempo como modelo, en su país natal en 2015, a los 22 años.
Como actriz ha rodado para productoras tanto europeas como estadounidenses como Mile High, DDF Network, Evil Angel, Babes, Bi Empire, Doghouse Digital, Reality Kings, Analized o Private, entre otras.
Ha aparecido en más de 400 películas como actriz.
Algunas películas suyas son Anal Acrobats 10, Backdoor Beauties 2, Crazy Ass Sluts 2, Double Anal Sluts, Her First MILF 20, Lil' Gaping Lesbians 8, Mix And Snatch 3, Rocco Sex Analyst, Sharing With Stepmom o Will You Be My Lollipop.

## Premios y nominaciones
| Año  | Ceremonia                   | Resultado | Premio                                                       | Trabajo                |
| ---- | --------------------------- | --------- | ------------------------------------------------------------ | ---------------------- |
| 2018 | Premios XBIZ Europa         | Nominada  | Mejor escena de sexo - glamcore                              | Backdoor Beauties 2    |
| 2018 | Spank Bank Awards           | Nominada  | Doctoral Degree in Dildology                                 | —                      |
| 2018 | Spank Bank Awards           | Nominada  | Two Peas in a Pod                                            | —                      |
| 2019 | Premios AVN                 | Nominada  | Mejor escena de sexo lésbico grupal en producción extranjera | Lil' Gaping Lesbians 8 |
| 2019 | Spank Bank Awards           | Nominada  | Amazing Anal Artist of the Year                              | —                      |
| 2019 | Spank Bank Awards           | Nominada  | Best Booty                                                   | —                      |
| 2019 | Spank Bank Awards           | Ganadora  | Best Piercing                                                | —                      |
| 2019 | Spank Bank Awards           | Nominada  | Cumfartist of the Year                                       | —                      |
| 2019 | Spank Bank Awards           | Nominada  | European Enchantress of the Year                             | —                      |
| 2019 | Spank Bank Awards           | Nominada  | Gangbanged Girl of the Year                                  | —                      |
| 2019 | Spank Bank Awards           | Nominada  | Indestructable Butthole                                      | —                      |
| 2019 | Spank Bank Awards           | Nominada  | Most Awe Inspiring Gape                                      | —                      |
| 2019 | Spank Bank Awards           | Ganadora  | My (Wet) Dream Girl                                          | —                      |
| 2019 | Spank Bank Awards           | Nominada  | Pretty In Pink (Prettiest Pussy)                             | —                      |
| 2019 | Spank Bank Awards           | Nominada  | Rough Rider                                                  | —                      |
| 2019 | Spank Bank Awards           | Nominada  | Silky Smooth (Best Bald Beaver)                              | —                      |
| 2019 | Spank Bank Awards           | Nominada  | The Dirtiest Player in the Game                              | —                      |
| 2019 | Spank Bank Awards           | Nominada  | The Dirty Little Slut of the Year                            | —                      |
| 2019 | Spank Bank Awards           | Nominada  | The Most Fapped To Girl of the Year                          | —                      |
| 2019 | Spank Bank Awards           | Nominada  | Three Kielbasas in a Corridor                                | —                      |
| 2019 | Spank Bank Awards           | Nominada  | Tiniest Vag                                                  | —                      |
| 2019 | Spank Bank Awards           | Nominada  | Two Hot Dogs in a Hallway                                    | —                      |
| 2019 | Spank Bank Technical Awards | Ganadora  | Most Ticklish Feet                                           | —                      |